# まつ毛エクステンション
まつ毛エクステンション（まつげエクステンション、英: eyelash extensions）は、化学繊維等から作られた人工のまつげをグルー（瞬間的に接着するもの）を使用して自まつげに装着する技術である。まつ毛エクステ、まつエクと略される。美容師免許を所持していなければ施術は行えない。まつげが長く濃く見えるため美容効果が期待できるが、健康被害も数多く報告されている（#健康被害参照）。

## 概要
施術の方法はまつげ1本に対して人工のまつげ1本の装着を両目で数十本から百本以上装着する緻密な作業であるため、つけまつげのように市販されているものを自分で取り付けるのではなく、まつ毛エクステンションを提供している営業所や施設で受けるのが一般的である。日本では、まつ毛エクステンションの施術を行うことができるのは、美容師免許を持つ者に限られる。この施術をする者を「まつげエクステ技術者」や「アイリスト」、「アイデザイナー」等と呼ぶ。
まつ毛エクステンションは韓国のつけまつげ工場にて余った人工まつげを再利用したのをきっかけとして1980年頃に誕生した。日本では2000年前後に伝えられたが、まだ洗練されておらず、様々な問題点があった。その後2003年に現在主流となっている人毛のような毛先が細い人工毛が誕生し、単体のエクステを1本1本の自まつ毛に装着するタイプのまつげエクステンションが全国的に広がり、現在ではエステサロンやネイルサロンと同じように、まつげ美容を専門で行うサロンも増え、ラッシュの種類も形・太さ・長さなどのほか、店舗によって異なる素材を用意するなど、顧客が自分で選択できることが当たり前となっている。1度に複数のまつげエクステンションを1本の自まつ毛に装着する手法も広がりをみせている。

### 人工のまつげ
人工のまつげはアイラッシュ（英：eyelash 原義では「まつげ」という意味で、特に人工のものを指すわけではない。）等と呼ばれ、種類は長さが約3mmから20mm、カールは緩やかなものからカーブの強いもの、太さ0.05mmから0.25mmまで0.01mm単位で分類され、1本タイプや複数タイプなどがある。主に中国やベトナムなどアジアの工場で作られている。カラーも数種類ありバリエーションは多岐にわたる。

### グルー
グルーは黒色や透明の瞬間的に接着する溶剤でありシアノアクリレート等からつくられている。製品によって速乾性や刺激性、持続性が異なる。

## 美容師法違反による摘発
- 2014年3月から4月、京都府警は所管内の無免許で美容店を営業する店舗約15件を一斉に摘発した。また、同年5月中旬までに美容師法違反、および、医師法違反容疑で経営者らを順次書類送検した。摘発された店舗は、美容師法違反でまつ毛エクステンションを行い、医師法違反でアートメイクを行っていた。

## 厚生労働省の見解
厚生労働省では、2008年3月7日付けで健康局生活衛生課長名で各都道府県・政令市・特別区の衛生主管部（局）長宛に以下の文書（健衛発第0307001号）を通知している。
まつ毛エクステンションを取りまとめる協会が日本国内には数多く存在する。その多くは、厚生労働省がまつ毛エクステ行為＝美容師免許所持者のみに認めることにより、それらに反発した無資格者が協会を設立し、厚生労働省にこの法律の撤回を求めている（後述）

## 健康被害
東京都生活文化スポーツ局（現生活文化局）では、2008年2月21日に消費者危害情報を発表し、過去10年間でまつ毛エクステンションによる危害の相談が36件あって年々増加していること、実際の被害者は相談件数の20-30倍に上ると推定されることを公表。その原因として、施術水準の低い店舗が増加していることや、使用される接着剤の成分を表示する法的義務がなく、アレルギーを引き起こす成分などが含有されているおそれがあること等を挙げている。
厚生労働省は、2012年9月-12月に全国から抽出した眼科医及び皮膚科医を対象に調査を行った結果、期間が3ヶ月で、抽出された一部の医師を対象とした調査であるにもかかわらず、1,600人以上の患者がまつ毛エクステンションが原因とみられる異常を訴えていたことを公表している
その他、様々なトラブルが発生している。
まつげエクステの施術は、法律で美容師免許を持つ者に限られており、違反した者は美容師法違反で50万以下の罰金に処せられる。まぶたにグルー（専用接着剤）がこびりついたり、エクステの毛が角膜を傷つけたり等、アイリストの知識や技術不足により顧客の健康に害をきたした場合は、過去に逮捕された悪質サロンも多数ある。しかし、ちまたに氾濫するまつげエクステサロンでは、美容所の登録はしているものの全てのスタッフが美容師免許を所持しているサロンはまだまだ少ないのが現状である。そのためサロンを選ぶ際にも、美容所の登録と全てのスタッフが美容師免許所していることを確認した上で、サロン選びすることが必要である。
注意しなければならないのは、多く存在する協会とその加盟者の大半が無資格であるという点である。まつ毛エクステンションは元々は誰でも行える美容メニューであったが、厚生労働省の法整備によりサロン閉店を余儀なくされた経営者や、美容師免許を持っていないためにまつ毛エクステンションを提供できなくなり解雇された従業員が存在する。
こうした状況であっても、無資格者が協会を設立し、活動しているのが現状である。
日本まつげエクステ協会や日本まつ毛エクステンション認定機構などでは民間資格（1級、2級、3級）を設けているが、重要なのは美容師免許を所持しているかという点である。美容師免許を持っていない元技術者が「協会加盟している」「私は1級持っている」と謳っていても免許を持っていなければ、違法行為にあたる。

## セルフ方式の悪質商法
まつ毛エクステンションの施術を客に対し指導し、客自身で行わせる「セルフ方式」が出回っていることが、2015年12月29日付の毎日新聞の報道で明らかになった。健康被害の続出で無免許業者の摘発が相次いだため、規制逃れのために法規制の抜け道となるセルフ方式を取り入れる例が多発しているとされる。「まつげ用パーマセット」などを販売し、健康被害の苦情が全国の消費生活センターに寄せられている。